# Crater de la bogeria d'Hèracles
El crater de la bogeria d'Hèracles és una peça de ceràmica fabricada a l'època de la Magna Grècia, (en grec Μεγάλή Ελλάς, que és el nom donat en l'antiguitat clàssica al territori ocupat pels colons grecs al sud de la península italiana i Sicília, on van fundar nombroses polis que van comerciar amb la seva metròpoli), i que ha estat datada pels experts entre els anys 350 i 320 aC. La peça s'exposa de forma permanent al Museu Arqueològic Nacional d'Espanya, a Madrid, amb el número d'inventari 11094.

## Troballa

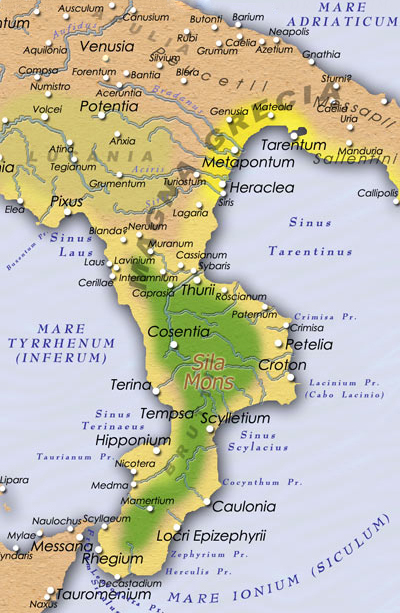
Magna Grècia a l'any 280 aC.

Va ser trobada a l'antiga localitat de Paestum, nom romà clàssic d'una important ciutat grecoromana a la regió italiana de Campània. Està situada al sud-est en la província de Salern, a 40 km al sud de la capital provincial i a 92 de Nàpols.

## Disseny i simbologia
Les pintures de la cara A mostren una representació tràgica on es veu a Hèracles, animat pels esperits de la bogeria es proposa llançar al seu fill a una pira funerària, en la qual ja estan cremant el seu parament domèstic, mentrestant assisteixen a la terrible escena la seva dona Mègara, la seva mare Alcmena, el seu amic Iolau i la deessa Mània, personificació de la bogeria.
A la cara B apareix una escena dionisíaca, amb figures del déu sobre una pantera, i envoltat per mènades i uns sàtirs.

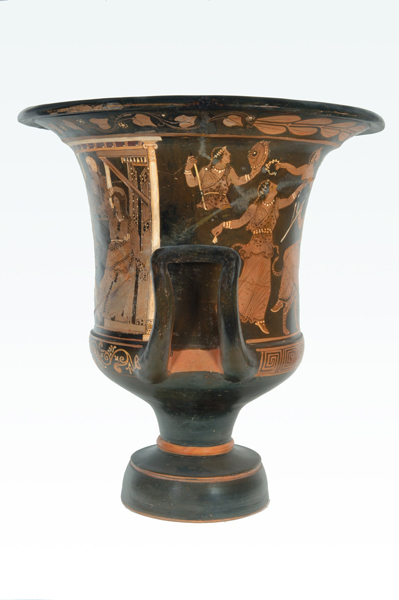
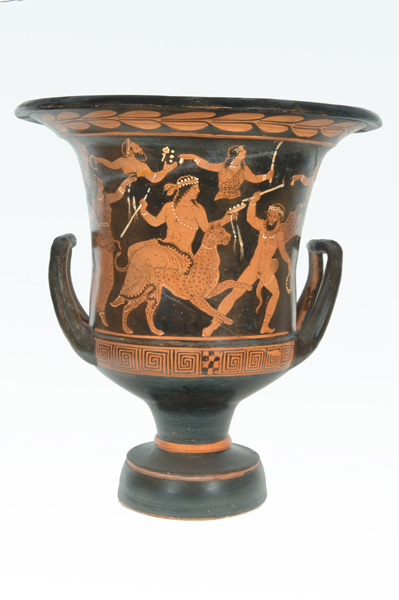
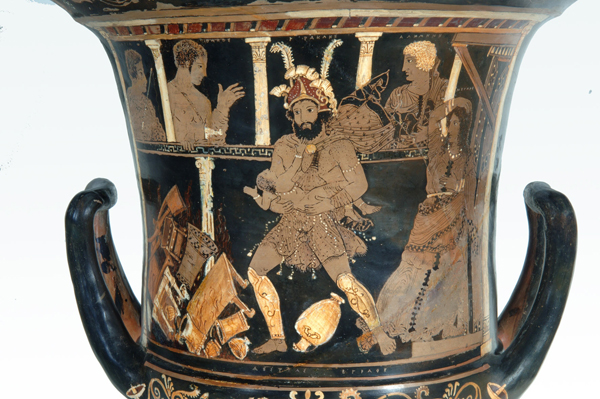
Detall de la cara A: Hèracles a punt de llançar al seu fill a la pira.

Un crater (paraula que ve del grec κρατηρ) era un atuell de gran capacitat destinat a contenir una barreja d'aigua i vi, i que en aquest cas va ser pintada per l'artista Asteas.
- Estil: Crater de tipus calze amb pintura vascular suditàlica.
- Tècnica: figures vermelles.
- Material: argila cuita.
- Mides: 55 cm d'alçada i 50 cm de diàmetre.
- Signatura: ASSTEAS EGRAPSE